# After the Fire (Pharaoh)
After the Fire è il primo album in studio del gruppo musicale power metal statunitense Pharaoh, pubblicato nel 2003 dalla Cruz del Sur.
Il chitarrista Jim Dofka ha partecipato alla registrazione del brano Solar Flight.

## Tracce
1. Unum – 0:57
2. After the Fire – 5:08
3. Flash of the Dark – 5:30
4. Forever Free – 5:12
5. Heart of Enemy – 3:49
6. Solar Flight – 4:59
7. Now Is the Time – 6:28
8. Never, Not Again – 4:16
9. Slaves – 5:07

## Formazione
- Tim Aymar - voce
- Chris Kerns - chitarra, basso
- Chris Black - batteria
- Matt Johnsen - chitarra